# Operativ-taktische Adresse
Dieser Artikel befindet sich derzeit in der Qualitätssicherung im WikiProjekt Elektrotechnik des Portal Elektrotechnik. Wenn du dich mit dem Thema auskennst, bist du herzlich eingeladen, dich an der Prüfung und möglichen Verbesserung des Artikels zu beteiligen. Der Meinungsaustausch dazu ist in der Diskussion (Artikel „Operativ-taktische Adresse“ eintragen) zu finden.
Die operativ-taktische Adresse (OPTA) ist eine Kennung in der Funktechnik. Die OPTA-Funkrichtlinie ist der neue Funkstandard der im Rahmen der bundesweiten Vereinheitlichung mit Digitalfunk eingeführt wird. Einige Behörden besitzen bereits den OPTA-Standard und Digitalfunkgeräte andere besitzen nur die OPTA-Funkrufnamen.
So wird zum Beispiel aus dem Beispiel des 1. Gerätewagens einer Beispiel-Feuerwehr:
- Aus: 1/59/1
- Wird: 1-GW-01

Die OPTA-Richtlinie wurde in Nordrhein-Westfalen am 14. Januar 2013 vom Ministerium für Inneres und Kommunales NRW (MIK NRW) erlassen. Die Bundesregierung arbeitet mit den verschiedenen Landesämtern und Behörden an einer bundesweiten Ausbreitung des OPTA-Standards und dem damit verbundenen Digitalfunk und zugehörigen Geräten.